# 5760 Mittlefehldt
5760 Mittlefehldt è un asteroide della fascia principale. Scoperto nel 1981, presenta un'orbita caratterizzata da un semiasse maggiore pari a 2,9684966 UA e da un'eccentricità di 0,0987836, inclinata di 9,57117° rispetto all'eclittica.